# Playin' Possum
Playin' Possum je debutové sólové studiové album americké hudebnice Maureen Tuckerové. Již dříve vydala čtyři studiová alba se skupinou The Velvet Underground. Celé album Playin' Possum nahrála sama, obsluhuje zde vedle jiných nástrojů kytaru, saxofon, bicí, zpívá a album i produkovala. Album obsahuje i skladby „Heroin“ od The Velvet Underground, „I'll Be Your Baby Tonight“ od Boba Dylana, „Louie Louie“ od Richarda Berryho nebo „Around and Around“ od Chucka Berryho. Sama Maureen Tuckerová je autorka jen jedné skladby.

## Seznam skladeb
| Strana 1 | Strana 1                  | Strana 1                                                    | Strana 1 |
| Pořadí   | Název                     | Autor                                                       | Délka    |
| -------- | ------------------------- | ----------------------------------------------------------- | -------- |
| 1.       | Bo Diddley                | Ellas McDaniel                                              | 3:56     |
| 2.       | Heroin                    | Lou Reed                                                    | 8:49     |
| 3.       | Slippin' and Slidin'      | Richard Penniman, Edwin Bocage, Albert Collins, James Smith | 3:18     |
| 4.       | I'll Be Your Baby Tonight | Bob Dylan                                                   | 3:18     |

| Strana 2       | Strana 2             | Strana 2                         | Strana 2 |
| Pořadí         | Název                | Autor                            | Délka    |
| -------------- | -------------------- | -------------------------------- | -------- |
| 1.             | Louie Louie          | Richard Berry                    | 2:42     |
| 2.             | Slippin' and Slidin' | Penniman, Bocage, Collins, Smith | 4:30     |
| 3.             | Concerto in D Major  | Antonio Vivaldi                  | 3:47     |
| 4.             | Around and Around    | Chuck Berry                      | 3:42     |
| 5.             | Ellas                | Maureen Tuckerová                | 6:01     |
| Celková délka: | Celková délka:       | Celková délka:                   | 39:58    |

## Sestava
- Maureen Tuckerová – zpěv, kytara, saxofon, bicí, baskytara, syntezátor, harmonika, tamburína, perkuse, aranžmá